# 假王魚形介
假王魚形介（学名：Paradoxostoma chiawanga）为魚形介科魚形介屬下的一个种。